# Thespis (operett)

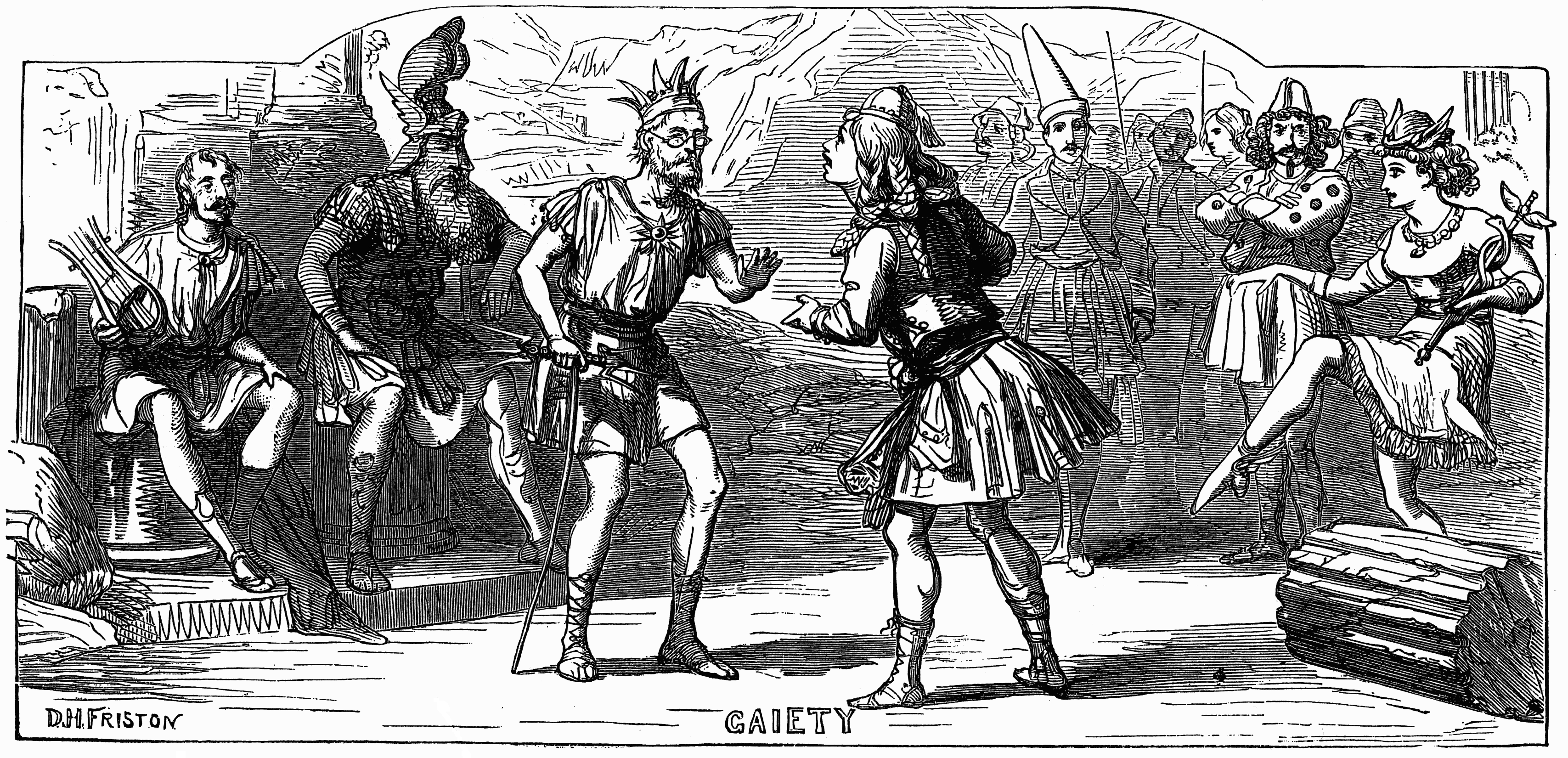
Illustration av Thespis utförd av D. H. Friston från The Illustrated London News 1872 föreställande Apollo, Mars, Jupiter, Thespis och Merkurius.

Thespis, or The Gods Grown Old är en operett (operatic extravaganza) i två akter med libretto av W. S. Gilbert och musik av Arthur Sullivan. Den var det första samarbetet mellan de två. Inget partitur av Thespis har någonsin publicerats och det mesta av musiken har gått förlorad. Gilbert och Sullivan skulle komma att bli det mest berömda och framgångsrika artistsamarbetet under den victorianska eran i England med tillkomsten av en rad bestående komiska operetter, däribland H.M.S. Pinafore, The Pirates of Penzance och Mikadon.
Thespis hade premiär på Gaiety Theatre i London den 26 december 1871. Likt många andra uppsättningar på den teatern var Thespis skriven i en bred burleskstil och skiljer sig avsevärt från Gilbert och Sullivans senare verk. För att vara en julunderhållning var verket en succé och spelades 63 gånger fram till den 8 mars 1872. Den annonserades som "An entirely original Grotesque Opera in Two Acts".
Handlingen rör sig kring en skådespelartrupp ledd av Thespis, den legendariske grekiske skaparen av dramat, som tillfälligtvis byter plats med gudarna på berget Olympen. Gudarna har nu blivit gamla och bortglömda men aktörerna visar sig vara helt odugliga som ledare. Efter att ha bevittnat det kaoset som följer återvänder gudarna och skickar ner aktörerna till jorden igen som "eminenta tragediaktörer, vilka ingen går för att se". Tjugofem år senare skulle Gilbert återvända till detta tema i sin sista operett med Sullivan – The Grand Duke, i vilken ett teatersällskap tillfälligt ersätter härskaren för ett litet land och bestämmer sig för att "återuppleva det klassiska minnet av Atens bästa tid".
Säsongsverk som Thespis förväntades inte överleva särskilt länge och bortsett från en välgörenhetsföreställning kort tid efter premiären framfördes inte Thespis under upphovsmännens levnad. Ett förnyat intresse uppkom på 1950-talet och åtskilliga uppsättningar har framförts sedan dess, antingen med musik från något av Sullivans övriga verk eller med den återskapade originalmusiken.

## Handling

### Akt I

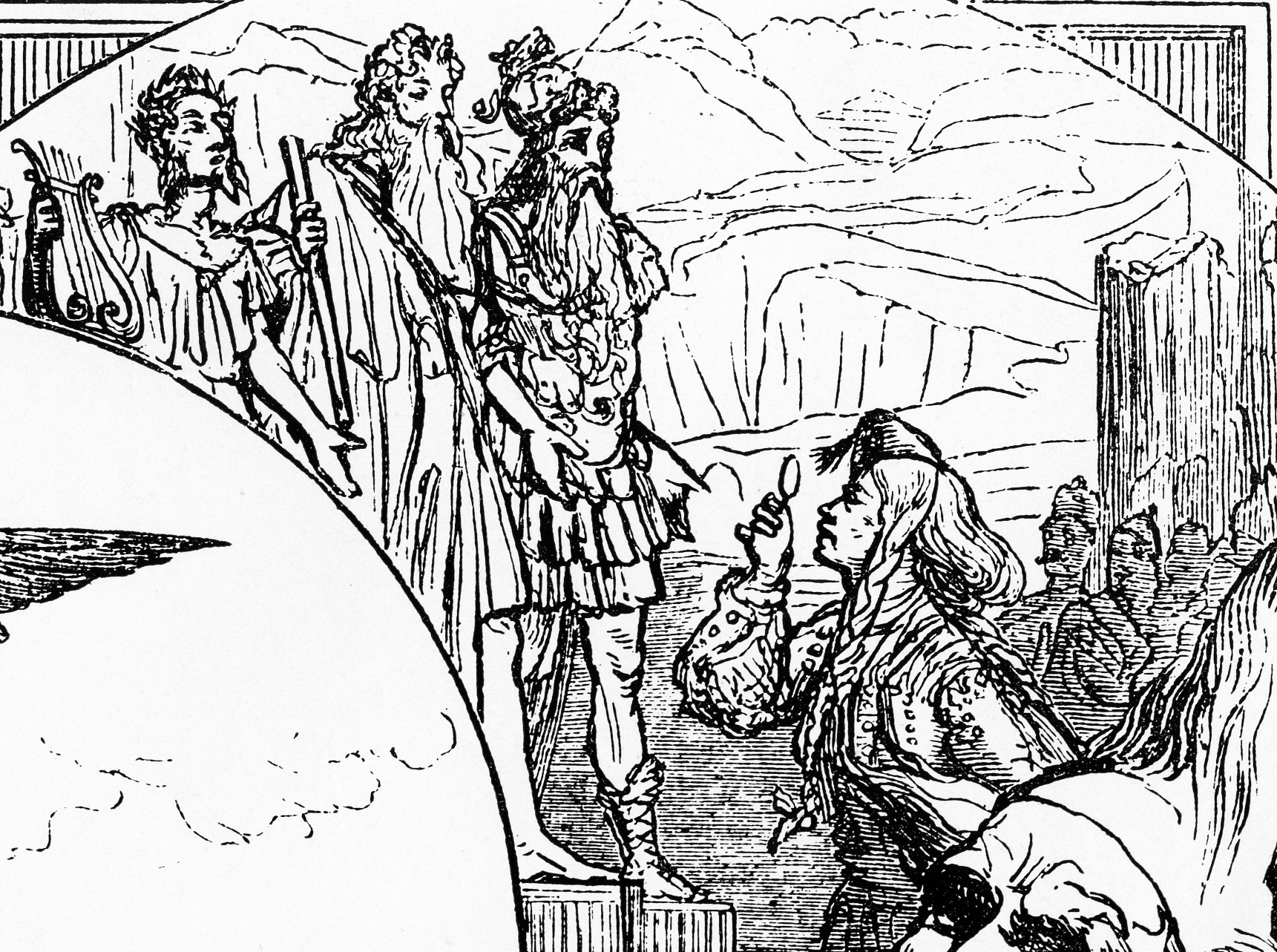
Thespis möter gudarna – detalj från en större teckning.

Scen: Ett ruintempel på toppen av berget Olympen
På berget Olympen klagar de gamla gudarna över ålderdom och sin sinande inverkan över jorden. Mercury irriterar sig över att de gamla gudarna är lata och överlåter alla sysslor till honom, trots det får han ingen belöning för sina tjänster. Jupiter säger att en kris har uppstått, men han vet inte vad som kan göras åt den. Just då ser gudarna en hop av människor som klättrar uppför berget. Gudarna drar sig tillbaka för att åse allt på avstånd.
Thespis skådespelartrupp kommer in för att ha en picknick och fira bröllopet mellan två av dess medlemmar, Sparkeion och Nicemis. Snåla som de är har skådespelarna inte fått med sig tillräckligt med mat. Sparkeion flirtar med sin forna fästmö Daphne vilket irriterar Nicemis. För att hämnas flirtar Nicemis med sin gamle lärare Thespis, men han vägrar flirta tillbaka. Thespis förklarar för sin trupp att en framgångsrik ledare måste hålla avstånd till de han leder annars förlorar han sin auktoritet.
Jupiter, Mars och Apollo kommer in. Alla skådespelare utom Thespis flyr av skräck. Jupiter frågar Thespis om han är imponerad av överguden. Thespis svarar att gudarna är föga imponerande och föreslår att de beger sig ner till jorden i förklädnader för att "mingla" och avgöra vad folk tycker om dem. Gudarna går med på att ge aktörerna gudomliga krafter och installera dem på Olympen medan de själva tar en skön semester på jorden. Thespis lovar att han och hans trupp ska hålla ställningarna på Olympen under gudarnas bortavaro. Varje aktör tar en guds plats och Thespis ersätter Jupiter. Mercury stannar kvar för att erbjuda råd till aktörerna.

### Akt II

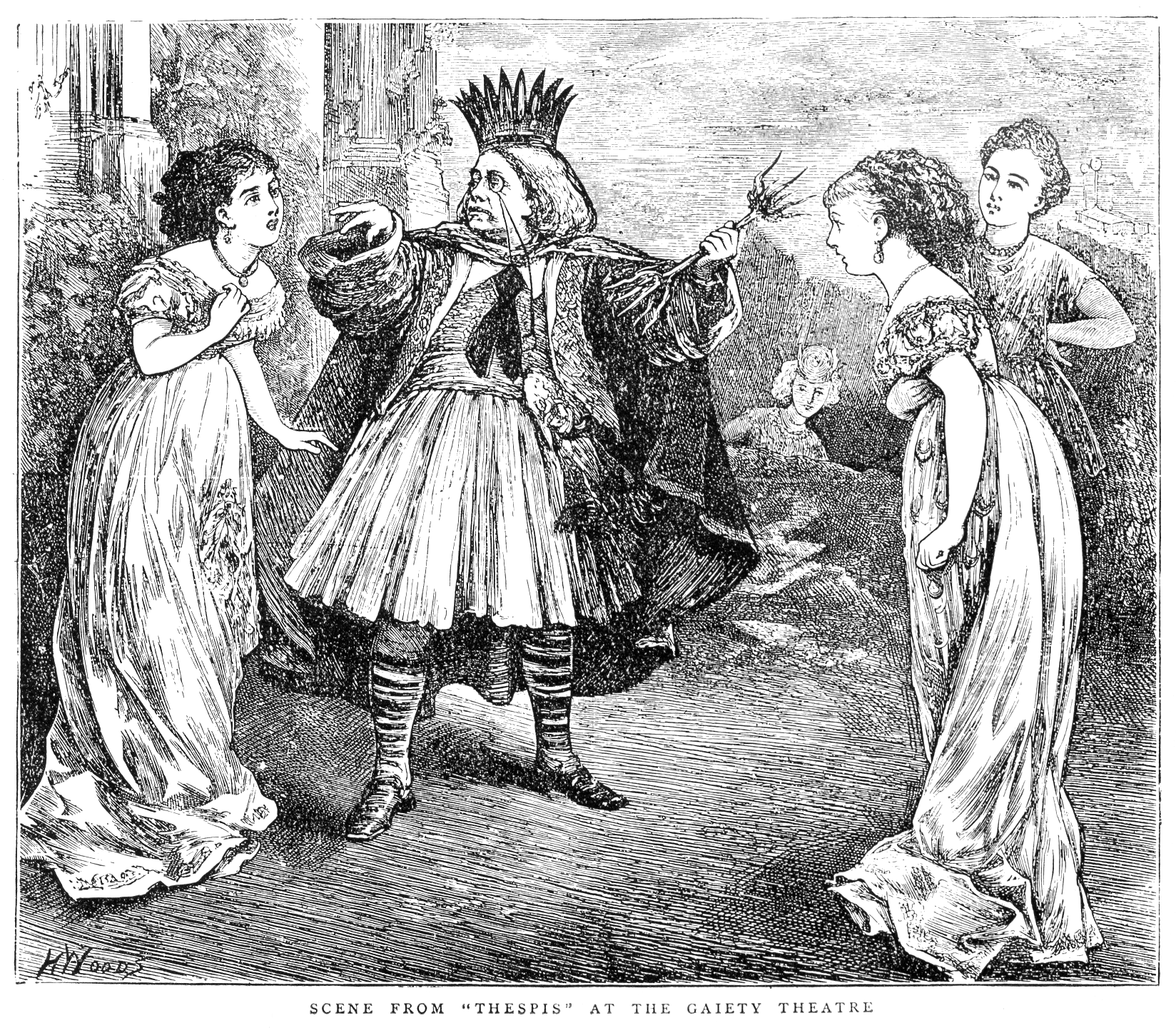
Thespis dömer huruvida Sparkeion är gift med kvinnan som passar hans mytologiska roll eller med hon som han verkligen är gift med.

Samma scen, ett år senare med ruinerna restaurerade
Under Thespis ledning har Olympen restaurerats till sin forna glans och skådespelarna njuter av ambrosia och nektar. Thespis styre är väldigt liberal och han har uppmanat truppen att inte "bry sig om rutiner, byråkrati och prejudikat". Det himmelska styret har emellertid orsakat en del bekymmer då aktörernas verkliga romantiska förbindelser krockar med gudarnas. Venus, spelad av Pretteia, antas vara gift med Mars, men aktören som spelar Mars är hennes fader. En möjlig lösning är Venus som faktiskt gifte sig med Vulcan, men Vulcan är hennes farfar. Sparkeion, som åtog sig rollen som Apollo, följer med sin hustru Nicemis, som spelar Diana, på hennes nattliga åtagande vilket gör att solen är uppe på natten.
Mercury säger till Thespis att "gudarna" har fått ta emot många klagomål från människorna då några av dem inte fullföljer sina plikter och andra obetänkta experiment har orsakat kaos på jorden. Till exempel så är Timidon, ersättningen för krigsguden Mars, pacifist och feg; ersättningen för bröllopsguden Hymen vägrar viga någon; och ersättningen för dödsguden Pluto är för godhjärtad för att döda någon. Daphne, som spelar musan Calliope, kommer till Thespis och hävdar att enligt en bowdlersk utgåva av de grekiska myterna var Calliope gift med Apollo. Hon pekar på att Apollo, spelad av Sparkeion, är bror till Diana (spelad av Sparkeions fru Nicemis). Thespis bestämmer att Sparkeion är gift med Daphne så länge de är gudar, men att hans äktenskap med Nicemis kommer återupptas när de blir dödliga igen.
När gudarna återvänder är de rasande och säger till Thespis att han har "förvrängt samhällets hela struktur". Thespis svarar att de ska lugna ner sig just som listan över de dödligas klagomål ska läsas upp. Gudarna iakttar i hemlighet när Mercury läser upp klagomålen: Aktörerna har förstört vädret; orsakat krig mellan nationer; och det finns inget vin eftersom vinguden Bacchus är nykterist. Efter att ha lyssnat på alla klagomål träder gudarna fram. Aktörerna ber att få stanna på Olympen, men Jupiter straffar dem för sin dåraktighet genom att skicka tillbaka dem till jorden dömda till "eviga tragediskådespelare, som ingen någonsin vill se".

## Roller och originalbesättning
Gudarna
Jupiter, Åldrad gud – John Maclean
Apollo, Åldrad gud – Fred Sullivan
Mars, Åldrad gud – Frank Wood
Diana, Åldrad gud – Mrs. Henry Leigh
Venus, Åldrad gud – (Miss Jolly)
Mercury – Ellen "Nellie" Farren
Thespianer
Thespis, Ledare för ett resande teatersällskap – John Lawrence Toole
Sillimon, hans scenmästare – J. G. Taylor
Timidon – Mr. Marshall
Tipseion – Robert Soutar (Nellie Farrens make)
Preposteros – Harry Payne
Stupidas – Fred Payne
Sparkeion – Mlle. Clary (Riktiga namn: Jeanne-Marie-Madeleine-Poirel)
Nicemis – Constance Loseby
Pretteia – Rose Berend
Daphne – Annie Tremaine
Cymon – Miss L. Wilson
Huvuddansare: Mlle. Esta, Misses Lizzie Wright och Smithers
Kör av åldrade gudar och thespianer; Gaiety Corps de Ballet
Den första föreställningen dirigerades av Arthur Sullivan. Senare föreställningar dirigerades av Meyer Lutz, teaterns kapellmästare. Utöver att spela Tipseion ledde teaterns scenmästare Robert Soutar även repetitionerna. Balettmästaren hette W. H. Payne

## Bakgrund

### Tillkomst

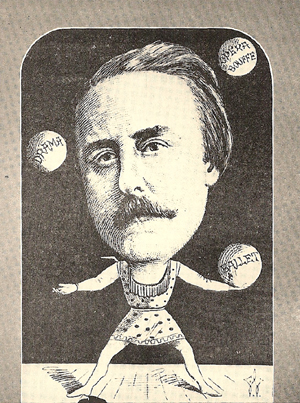
John Hollingshead hade många bollar i luften: Denna teckning visar honom jonglerande med balett, opéra bouffe och drama.

Impressarion och författaren John Hollingshead, arrendator av Londons Gaiety Theatre sedan 1868, hade producerat en rad framgångsrika viktorianska burlesker och operetter där. Hollingshead "skröt att han hade hållit 'burleskens heliga lampa' tänd". Gilbert och Sullivan var båda väl förtrogna med teatern och dess artister. Gilberts Robert the Devil (en burlesk över operan Robert le Diable) hade förekommit vid teaterns öppningsprogram den 21 december 1868 med Nellie Farren i titelrollen och spelats över 100 gånger. Constance Loseby och Annie Tremaine (vilka båda hade roller i Thespis) var också med i Robert och Arthur Sullivan befann sig bland premiärpubliken som en av Hollingsheads gäster. Det blev en stor succé, "mottagen med stormande jubel". Mindre framgångsrik var den pjäs som Gilbert hade skrivit för teatern 1868 med titeln An Old Score. Hollingshead skulle senare säga att stycket var "alltför sann till sin natur". Sent i september eller tidigt i oktober 1871 annonserade Gaiety att "Julens operaextravagansa kommer att skrivas av W. S. Gilbert, med originalmusik av Arthur Sullivan." Det utlovades prominenta roller för den populäre komikern John Lawrence Toole och för Farren, teaterns val vad gällde "huvudrollspojke" i alla burlesker.
Hur och när paret började samarbeta med Thespis är osäkert. Gilbert var det logiska valet för uppgiften. Med sju operor och pjäser färdiga för premiär det året och över ett dussin andra burlesker, farser och extravaganser på sin meritlista var han välkänd för Londons teaterbesökare som en komisk dramatiker. Sullivan å sin sida var vid denna tid enbart känd för sin seriösa musik. På hans meritlista det året återfanns körkantaten On Shore and Sea, en svit med mellanaktsmusik till William Shakespeares pjäs Köpmannen i Venedig samt otaliga psalmer såsom "Framåt, Kristi stridsmän!". Han hade skrivit två komiska operor, Cox and Box (1866) och The Contrabandista (1867), men den senare var fyra år gammal och hade inte varit särskilt framgångsrik. I september 1871 hade Sullivan engagerats att dirigera vid The Royal National Opera, men misslyckades totalt och befann sig nu utan åtaganden. Hollingsheads erbjudande om en roll till hans bror Fred Sullivan kan ha sporrat honom att komponera musiken till Thespis.
Uppsättningen "gav upphov till stort intresse och spekulerande". Ironiskt nog hade uppsättningen "troligtvis den största publiken" av någon av Gilberts och Sullivans premiärer eftersom Gaiety var den största av de fem Londonteatrar som deras verk skulle komma att få sin premiär på.

### Komponerandet
Gilbert hade en hektisk höst: Hans pjäs On Guard fick en dålig start på Court Theatre (premiär den 28 oktober 1871) medan hans dittills mest framgångsrika pjäs, Pygmalion and Galatea hade premiär den 9 december, endast några dagar innan repetitionerna av Thespis skulle starta. Sullivan däremot hade mer tid över sedan en uppsättning i Manchester av Köpmannen i Venedig, till vilken han hade skrivit mellanaktsmusik, hade haft premiär den 9 september.
Både Gilbert och Sullivan erkände att Thespis tillkom under en viss brådska. Sullivan sa helt enkelt att "både musik och libretto skrevs väldigt fort". I sin självbiografi (1883) skrev Gilbert:
Kort tid efter uppsättningen av Pygmalion and Galatea skrev jag det första av många libretti i samarbete med Mr Arthur Sullivan. Det fick namnet Thespis; or, the Gods Grown Old. Den tillkom på mindre än tre veckor och sattes upp på Gaiety theatre efter en veckas repetitioner. Den spelades åttio kvällar, men var ett rått och ofärdigt arbete, vilket bara var att vänta sig om man betänker de snabba omständigheter under vilka det tillkom.
1902 hade Gilberts minnen från tiden utökats till fem veckor:

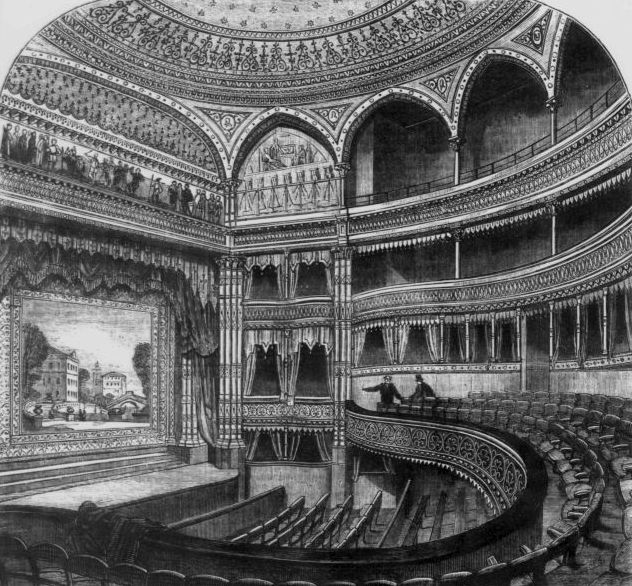
Insidan av Gaiety 1869

Jag kan tillägga att "Thespis" inte var ett misslyckande i sig trots att den inte ådrog sig någon vidare framgång. Jag vill minnas att den spelades ungefär sjuttio kvällar - en tämligen vanlig speltid den gången. Stycket tillkom under enorm press. Det hittades på, skrevs, komponerades, repeterades och producerades inom loppet av fem veckor.
Gilberts uppskattade att fem veckors intervall står "i konflikt med andra mer uppenbart okontroversielle fakta".  Sullivans brorson Herbert Sullivan skrev att librettot allra redan existerade då farbrodern blev engagerad i projektet: "Gilbert visade [Hollingshead] librettot till operatic Extravaganza Thespis och Hollingshead skickade det vidare till Sullivan för tonsättning." Gilbert skissade vanligtvis på sina libretti under några månader i förväg men skrev aldrig klart ett libretto innan han hade en klar beställning på det. Som senast borde en "rå skiss av handlingen" ha existerat den 30 oktober, med hänsyn till ett brev avsänt det datumet från Gilberts agent till R. M. Field vid Boston Museum Theatre:
Till jul kommer en ny engelsk Opera Bouffe sättas upp på Gaiety Theatre av W. S. Gilbert, Esq., & Arthur Sullivan, Esq. har skrivit musiken. Den förväntas bli en Stor Sak- och avsikten med mitt brev till dig är först att sända dig (denna dag) råmaterialet av stycket att läsas endast av dig, och för det andra att be dig - om du vill bemöda dig om att stycket skyddas väl - att försöka sälja det till alla tänkbara ställen i USA. ... Herrar G. & S. är i full färd med arbetet av sagda stycke.
Gilbert slöt slutligen ett kontrakt med Field och det första publicerade librettot salufördes: "Uppmaning till amerikanska pirater. Upphovsrätten till detta styckes dialog och musik, i USA och Kanada, har tilldelats Mr Field vid Boston Museum genom överenskommelse 7 december, 1871." Huruvida Field satte upp stycket är okänt. Gilberts omsorg över amerikanska piratkopior föregick de svårigheter han och Sullivan senare skulle tampas med angående piratuppsättningar av H.M.S. Pinafore, Mikadon  och andra populära verk. Librettot "publicerades och distribuerades" runtomkring i London i mitten av december.

### Uppsättning

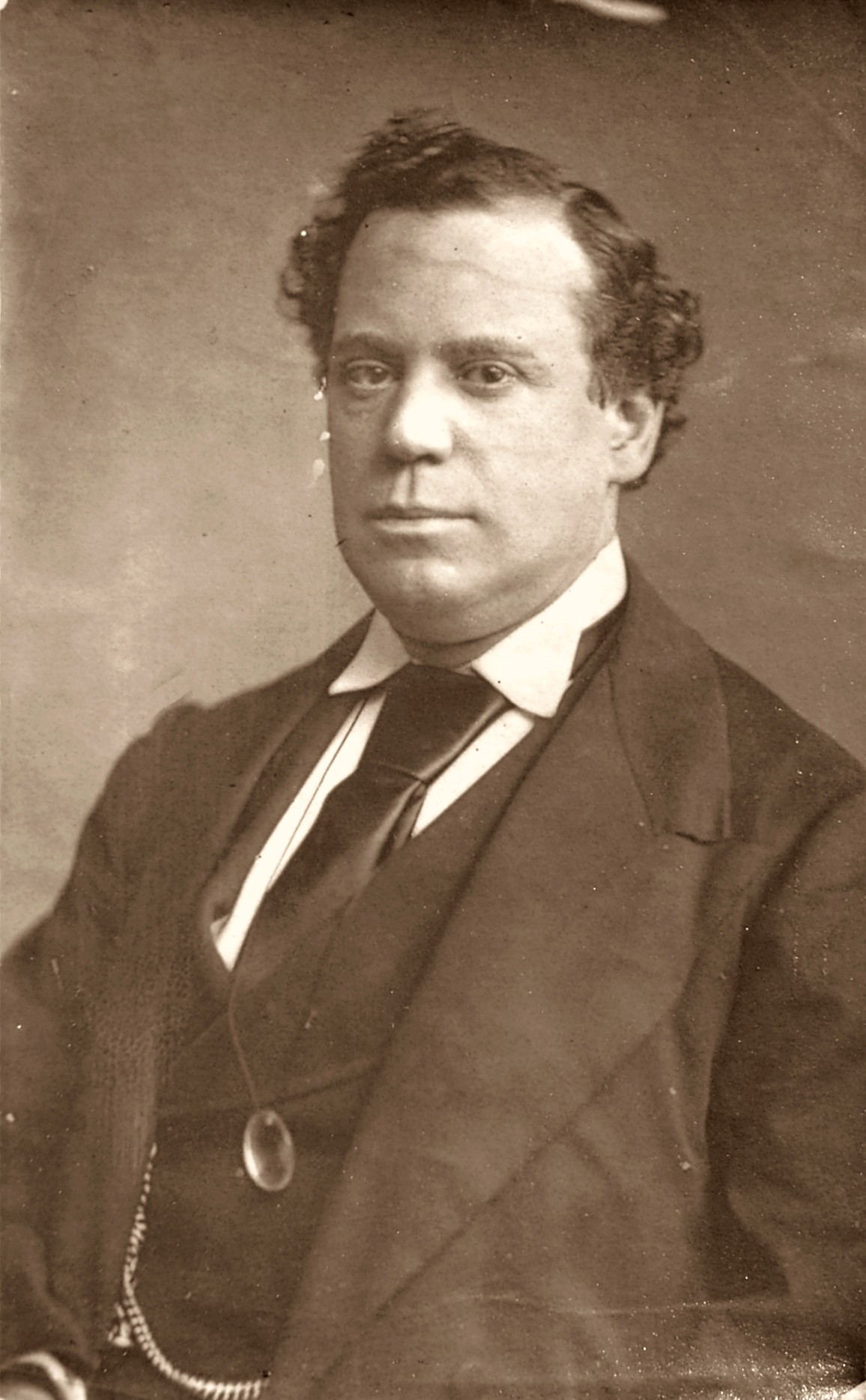
John Lawrence Toole, ungefär 1874

Enligt planerna skulle stycket ha premiär den 26 december och Gilbert läste librettot för skådespelarna första gången den 14 december men John Lawrence Toole, som skulle spela rollen som Thespis, återvände först den 18 december efter en turné ute på landsbygden. Därefter framträdde han i nio föreställningar på Gaiety inom loppet av sex dagar efter sin återkomst, och andra aktörer hade liknande åtaganden. Dessutom hade Hollingshead uppdragit åt teaterkompaniet att medverka i en pantomim på Kristallpalatset den 21 december, vilken inkluderade många av de medverkande i Thespis. Till råga på allt skulle Thespis spelas efter huvudattraktionen, H. J. Byrons komedi Dearer than Life. I den föreställningen ingick flera skådespelare som senare samma kväll skulle medverka i Thespis, däribland Toole och Fred Sullivan, och som fick repeteras samtidigt.
Trots den korta repetitionstiden mindes Sullivan att Gilbert insisterade på att kören skulle spela en stor roll, som den skulle komma att göra i de senare Savoy operorna:
Fram till att Gilbert tog tag i saken spelade kören ingen roll och var i praktiken inget mer än scenutfyllnad. Det var i 'Thespis' som Gilbert började tillämpa sin uttryckliga beslutsamhet att få kören att utföra sin beskärda del av föreställningen. Vid den tiden var det svårt att förstå att idén med en kör som var något mera än en sorts publik på scen i själva verket var en enorm nyhet. Som en konsekvens av detta påfund uppstod flera incidenter vid repetitionerna av 'Thespis' som var rätt roliga. Jag erinrar mig ett tillfälle då en av de inblandade blev rätt arg och sa 'Varför i all världen ska jag stå här Mr Gilbert? Jag är ingen körflicka!' till vilket Gilbert artigt svarade, 'Nej madam, er röst är inte tillräckligt stark för det, annars skulle ni utan tvekan vara det.'

## Mottagande

### Premiär
Flera kritiker anmärkte på att premiärföreställningen var dåligt repeterad och att själva föreställningen var i behov av strykningar: ledningen vid Gaiety hade föreslagit att vagnar skulle finnas framkörda vid 23:00, men Thespis spelades fortfarande vid midnatt. The Orchestra rapporterade att "nästan ingen av de medverkande var mer än 'godtagbar' i sin roll." The Observer kommenterade att "skådespeleriet, liksom regin, behöver arbetas upp innan de rättvist kan bedömas... operetten... var inte färdig". Daily Telegraph föreslog att "det vore glädjande av flera orsaker att betrakta gårdagens föreställning mer som en generalrepetition... När Thespis slutar vid teaterns sedvanliga stängning och operetten energiskt har repeterats klart kan få andra nöjen konkurrera med den."
Några recensenter kunde se bortom uppsättningens virrvarr. Hornet skrev: "Thespis; or, the Gods Grown Old and WEARISOME!" (tröttsam) Morning Advertiser fann den vara "en förfärligt långtråkig tvåaktare med svamlig handling... grotesk utan vitsighet och med musik tunn utan livlighet ... men inte utan melodier. Ridån föll inför en gäspande och uttråkad publik." Men andra fann mycket att berömma trots premiärens misslyckande. Illustrated Times skrev:
Det är trist för Mr. W. S. Gilbert och Arthur Sullivan, de båda upphovsmännen till Thespis, att deras verk sattes upp i ett sådant ofullständigt och otillfredsställande skick. Thespis förtjänar all lycka på sina egna meriter - den litterära kvaliteten, den humoristiska aspekten och sångernas höga standard; men teaterledningen har lemlästat en bra pjäs genom ett otillräckligt antal repetitioner och brist på behov och självsäkerhet utan vilken dessa roliga operetter är värdelösa. Jag måste emellertid konstatera att Thespis är väl värd att ses; och när den har rättats till och dragit till sig den rätta Gaietypubliken kommer den segra av egen kraft. Det är dock synd att en sådan pjäs, så rik på humor och delikat musik, sattes upp enbart för att glädja julbesökare. Vad som helst hade dugt vid ett sådant tillfälle... Om jag inte misstar mig helt, och trots publikens visslingar... kommer balladerna och Mr Gilberts vitsar och Mr Arthur Sullivans vackra melodier föra Thespis framåt och göra den till det den förtjänar - Jultidens mest lovvärda verk.

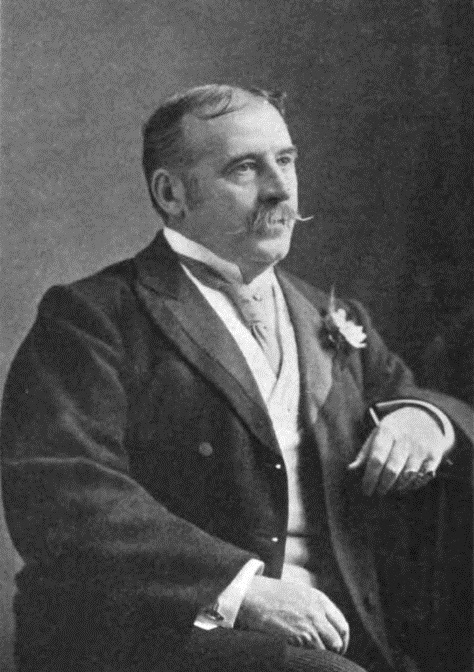
Kritikern Clement Scott

Clement Scott, som skrev i Daily Telegraph hade en högst positiv inställning:
Det är möjligt att en helgpublik är ovillig att dyka rätt ner i hednamytologins mysterier och att den inte bryr sig om att inneha intellekt nog att tillgodogöra sig en roande men krävande handling... Det är däremot säkert att den respons som mötte Thespis, or The Gods Grown Old inte var så hjärtlig som man hade kunnat vänta sig. Historien, skrivet av Mr. W. S. Gilbert i sina bästa stunder, är så originell, och den åtföljda musiken av Mr. Arthur Sullivan så vacker och fascinerande att vi är benägna att misströsta då vi fann applåderna futtiga, skratten knappt spontana, och ridån som föll utan ett ljud. Ett sådant öde var den inte värd och gårdagens dom kan inte anses som slutlig. Thespis är alltför bra för att skuffas åt sidan och ryckas på axlarna åt: och vi förutspår att omdömesgilla strykningar och upprepade repetitioner kommer tillåta oss att inom kort få delge en annan version.
The Observer kommenterade "...vi har författare och musiker som är lika kompetenta som [fransmännen]....  Ämnet i Thespis är otvivelaktigt roligt....  Mr. Arthur Sullivan har gått in i Mr. Gilberts humor med själ och hjärta, han har lyst upp den med den mest otroliga och fantastiska musik".

### Senare föreställningar
Många författare under det tidiga 1900-talet närde en myt att Thespis endast spelades en månad och betraktades som ett fiasko. I själva verket spelades den fram till den 8 mars. Av de nio pantomimer som dök upp under julhelgen 1871-72 avslutades fem före Thespis. Helt naturligt utmärktes genren inte av några långa speltider och i slutet av mars hade alla nio slutat gå. För övrigt spelade The Gaiety endast uppsättningar i två eller tre veckor; speltiden på Thespis var extraordinär för teatern.

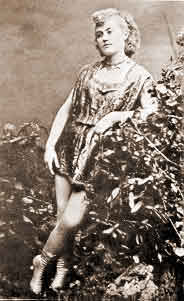
Mlle. Clary, den ursprungliga Sparkeion, till vilken inkomsten från den sista föreställningen av Thespis med originalmusiken gavs.

Gilbert och Sullivan gjorde strykningar och ändringar efter första föreställningen, något som de skulle komma att göra med alla sina operetter. Två dagar efter premiären skrev Sullivan till sin moder: "Jag har sällan skådat något så vackert på scen. Premiärkvällen gick bra, men musiken gick åt skogen och sångarna sjöng en halvton fel, vilket gjorde att publikens entusiasm inte tillkom mig. Igår strök jag sången, musiken gick bra och följaktligen fick jag ett hjärtligt bifall före ridåhalningen i slutet av akt II." Stycket omformades slutligen till en acceptabel nivå och senare recensenter var mycket mera entusiastiska än de under premiärkvällen.
Efter tredje föreställningen rapporterade London Figaro: "Jag måste tillstå att inte ett endaste litet fel kan nu återfinnas i föreställningen, och att applåderna och publikens uppenbara förtjusning är påtaglig. Speltiden är nu runt två timmar." Den 6 januari 1872 kommenterade Penny Illustrated Paper att "Mr Gilberts Gaiety extravaganza växer i publikens tycke och med all rätt". Den 9 januari rapporterade Daily Telegraph om ett besök av Hans Kunglig Höghet Hertigen av Edinburgh. Den 27 januari noterade Illustrated Times att "en chansande teaterbesökare kommer inte få en plats på Gaiety... Thespis kan hur som helst skryta om den succé som var väntad". Land and Water rapporterade den 3 februari att "Thespis nu är på rätt sida ekonomiskt sett."
Föreställningarna av Thespis avbröts den 14 februari 1872 (Askonsdagen) då Londonteatrarna avstod från kostymdramer av respekt för den religiösa högtiden. I stället gavs ett "blandat nöje" på Gaiety bestående av buktalare, dresserade hundar och, som av en slump, en sketch som parodierade poesiläsning utförd av den unge George Grossmith, som flera år senare skulle bli den stora komiska stjärnan hos Gilbert och Sullivan.
Den 17 februari skrev Henry Sutherland Edwards i Musical World: "I nästan alla blandningar av musik och text måste den ena offras på bekostnad av den andre; men i Thespis... har tillräckligt många möjligheter givits till musiken; och musiken tjänar som prydnad för stycket." Liknande rapporter fortsatte att dyka upp under hela mars månad tills Thespis lades ned. Den sista föreställningen som gavs under upphovsmännens levnad inträffade mindre än två månader senare, den 27 april vid en matiné till förmån för Mlle. Clary. Vid sådana tillfällen brukade artisten oftast välja ett stycke som sålde bra, då intäkterna från föreställningen tillföll hen och biljetterna erbjöds till "höjda priser". Aktrisen var favorit på Gaiety, "inte bara på grund av hennes röst men även för hennes utsökt franska accent och naturligtvis hennes figur." Andra erinrade sig "charmen hos Mlle. Clary, med sitt vackra ansikte och pikant brutna engelska". Hon hade varit särskilt framgångsrik som Sparkeion och hennes sång i akt II, "Little Maid of Arcadee", var den enda som valdes ut för publicering.

### Efterdyningar

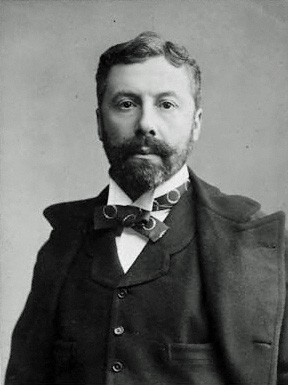
Richard D'Oyly Carte

Efter uppsättningen av Thespis gick Gilbert och Sullivan skilda vägar för att tre år senare återförenas med deras manager Richard D'Oyly Carte och producera Trial by Jury 1875. När den överraskande nog blev en succé startade diskussioner om att snabbt återuppliva Thespis till julsäsongen 1875. Gilbert skrev till Sullivan:
De verkar angelägna om att få den och har bett mig att nämna slutvillkor. Naturligtvis kunde jag inte svara för dig, men de pressade mig så pass mycket att ge dem en idé om vad våra villkor skulle kunna tänkas bli att jag föreslog att vi möjligen skulle kunna acceptera två guineas per kväll vardera med en garanti på 100 kvällar som minimum. Är detta acceptabelt för dig & om så vore, kan du få det klart i tid. Jag ämnar skriva om en avsevärd del av dialogen.
Den föreslagna nypremiären nämndes i ytterligare brev under hösten 1875 ända till den 23 november då Gilbert skrev: "Jag har inte hört mer om Thespis. Det är förvånande hur kvickt dessa kapitalister drar öronen åt sig så fort de hör orden 'kontant betalning'." 1895 kämpade Richard D'Oyly Carte med att försöka få till en succé på Savoy och åter föreslog han en nyuppsättning av Thespis, men idén följdes aldrig upp. Efter 1897 finns inget noterat om musiken till Thespis och forskare har sökt efter den i flera arkiv. Förutom två sånger och en del balettmusik antas musiken ha gått förlorad.
Anledningen till att Thespis aldrig sattes upp på nytt är okänd. Några författare spekulerar om att Sullivan återanvände musiken till sina andra operetter. Om det är sant så "enkom för denna förklaring vore en nyuppsättning omöjlig". Men några bevis för att Sullivan gjorde så finns inte. Andra möjliga förklaringar är att Gilbert och Sullivan kom att betrakta Thespis, med dess "fräcka flickor i tights och korta kjolar" och breda burleskhumor, som "den sortens arbete de ville undvika". Senare kom de att avsäga sig byxroller och utmanande klänningar hos aktriserna, och lät det bli allmänt känt därom. 1885 skrev Hollingshead till Pall Mall Gazette: "Mr. Gilbert är något svår vad gäller den burleskstil som han var med om att popularisera på den gamla goda tiden innan han uppfann vad jag skulle kalla för burlesk i långa kläder. Mr Gilbert motsatte sig varken kläderna i Robert le Diable eller i Thespis."
1879 befann sig Sullivan, Gilbert och Carte mitt uppe i en rättegång med de förra cheferna för Comedy Opera Company, vilka hade producerat H.M.S. Pinafore. Sullivan skrev till Hollingshead: "Du ordnade en gång ett prejudikat till mig som nu skulle komma väl till pass. Jag bad dig om att få huvuddelen av Muntra fruarna i Windsor... och [du] sade, 'De är dina då vår turné är över....' Nu vill du låta mig få dem och delarna av Thespis på samma gång. Jag ska låsa in delarna av Pinafore så att cheferna inte ska kunna ta med dem från Comique imorgon, och jag baserar mitt krav på det prejudikat du satte upp."

### Moderna uppsättningar
Efter den sista föreställningen på Gaiety 1872 verkar Thespis ha förblivit ouppförd ända till 1952 fastän ett rekonstruerat försök från 1940-talet har upptäckts. Tillett och Spencer, som upptäckte balettmusiken, har identifierat tjugo separata rekonstruktioner av Thespis mellan 1953 och 2002. Ungefär hälften av dessa använder musik hämtad från Sullivans andra verk; de andra använder ny musik förutom till de sånger som har överlevt, eller som i vissa fall, även använt ny musik till dessa. Ingen av versionerna har varit dominerande i nutida uppsättningar.
Teaterhistorikern Terence Rees utvecklade en version av librettot, vilken försökte korrigera de många fel i originallibrettot. Rees förberedde också en scenversion byggd på librettot som innehöll några infogade poem från Gilberts icke-Sullivanoperetter i ett försök att ersätta de förlorade sångerna. Ett partitur färdigställdes av Garth Morton, byggd på musik från mindre kända Sullivanoperetter, och denna version har spelats in. En version med originalmusik av Bruce Montgomery har framförts flera gånger, till exempel vid 2000 års International Gilbert and Sullivan Festival. En version från 1982 av Kingsley Day har använts i flera uppsättningar i Chicago. 1996 satte Ohio Light Opera upp ytterligare en version med ny musik av Quade Winter.
2008 arrangerade Timothy Henty en pastischversion (med viss musik av Offenbach) på Normansfield Theatre i Teddington, Middlesex, England, den första professionella brittiska uppsättningen sedan 1872. Den uppfördes flera år i rad inklusive vid 2014 års International Gilbert and Sullivan Festival. Även 2008 uppfördes en version av Thomas Z. Shepard vid en konsert av Blue Hill Troupe i New York City och gavs slutligen som helaftonsföreställning 2014 av ett amatörsällskap.

## Analys

### Mer än vanlig burlesk

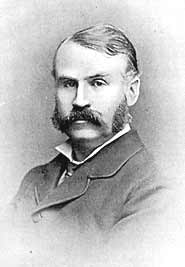
W. S. Gilbert omkring 1871

Thespis var ett framsteg inom den typ av burlesker som publiken på Gaiety var vana vid. Långt senare mindes dirigenten François Cellier:
Jag erinrar mig svagt minnet av att ha sett stycket och att jag var imponerad av friskheten i Gilberts libretto, särskilt vad gäller sångtexterna som verkligen var en fröjd att läsa efter de fadda, futtiga rimslingor utan mening som dittills hade kommit fram i denna urartade tid. Det var en ny "sensation" inom musikpjäsen för alla teaterbesökare. Vad gäller Arthur Sullivans musik behöver jag nog inte nämna att varje nummer fick tas om på nytt.
Flera kritiker antog att stycket kan ha varit för sofistikerat för dess publik - eller åtminstone den publik som närvarade vid premiären. Times skrev: "Dialogen är alltigenom överlägsen vad gäller förmågan och pekar mot det som ordinära burlesker har vant oss vid; att det var ett vågat experiment att sätta upp ett sådant stycke just den aftonen. Det fick dock ett utmärkt mottagande och vilken annan afton som helst skulle ha säkrat stycket en plats i publikens hjärta bland säsongens nyheter." Andra recensioner från premiären pekade på liknande teman: Sporting Life föreslog att "Det kan vara så att de sökte efter något mindre polerat än Mr. Gilberts verser, och gick på någonting bredare och råare än författarens charmiga humor. Det kan även vara så att Thespis var en aning, jag säger bara en aning, 'för svårt för dem'." The Orchestra förde ett liknande resonemang: "I själva verket gick både musiken och idén över publikens huvuden."

### Librettot

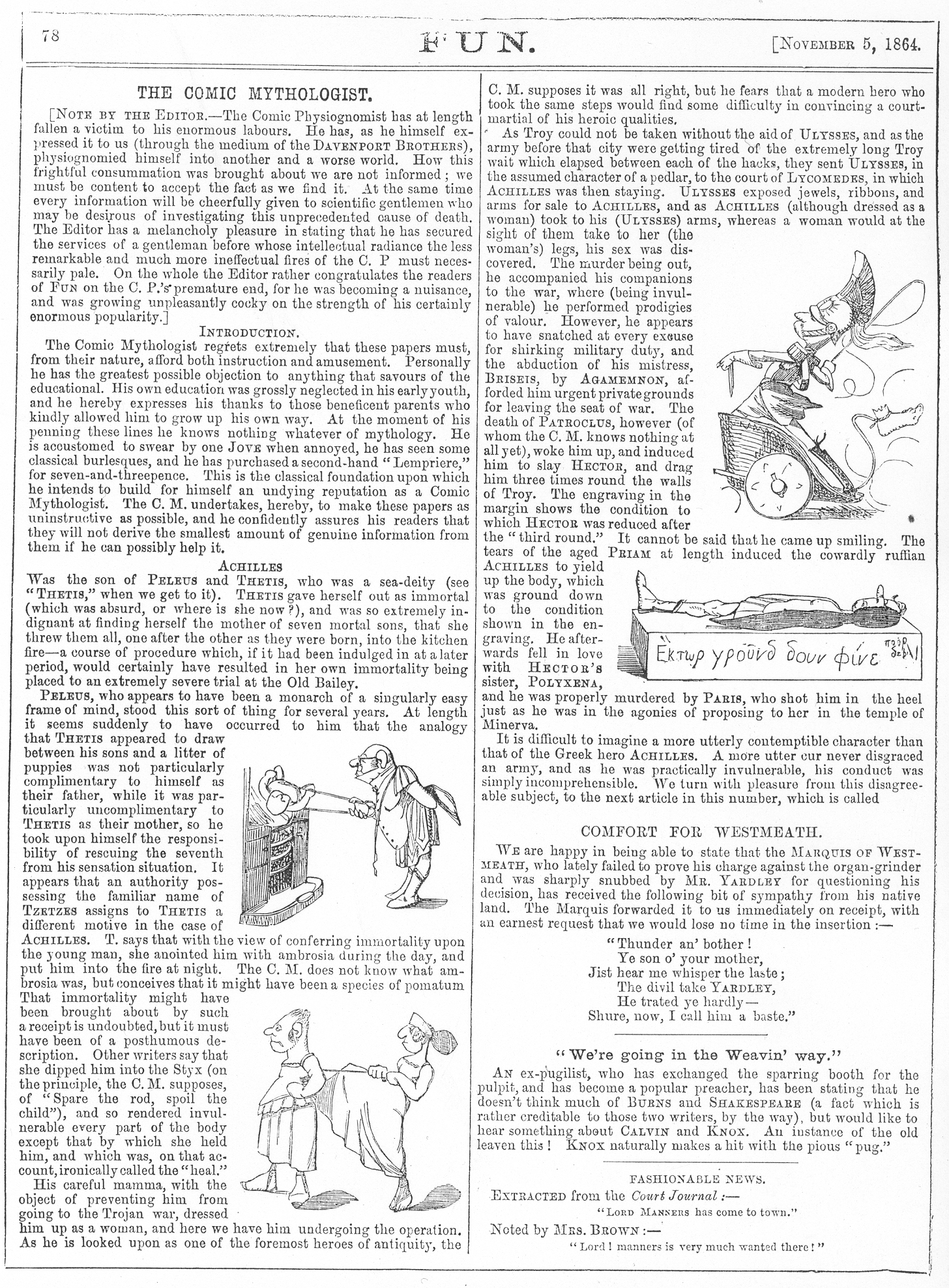
Den första av Gilberts artiklar "Comic Mythologist" i det illustrerade magasinet Fun

Handlingen i Thespis, med dess åldrade gudar trötta på livet uppe på Olympen, är snarlik några av Offenbachs operetter, särskilt då Orphée aux Enfers. I Orphée, liksom i Thespis, parodieras den klassiska mytologin hejdlöst och särskilt Olympens gudar. I Thespis byter gudarna plats med skådespelarna och far ner till jorden; i Orphée beger sig gudarna till helvetet för en angenäm semester långt bort från trist perfektion. Offenbachs historia, till vilken Crémieux och Halévy skrev librettot även om idén var Offenbachs, sätts den store musikern Orfeus i centrum, medan Gilberts handling fokuserar på Thespis, dramats fader. Lika väl som det kan röra sig om en slump kan det också vara ett svar till Offenbach, då hans handling placerar musiken i centrum av operetten medan Gilberts handling förhöjer dramatikern.
Librettot har hyllats av flera författare och historiker. En sa att "Dialogen innehåller mycket av Gilberts autentiska drag." En annan fann det "ett glatt, glittrande libretto". Journalisterna Sidney Dark och Rowland Gray skrev att "texten i Thespis är äkta Gilbert, den Gilbert som nu älskas av hela världen... Thespis visar med emfas att Gilberts konstnärskap knappast påverkades av tidens tand. Många av dess sånger kunde lika väl ha dykt upp i de senare operetterna." De framhåller Mercurys "I'm the celestial drudge", som förebådar Giuseppes "Rising early in the morning" i The Gondoliers och finner spår av "äkta Gilbertian uppochnedvända-världen" i sången om den forne chefen för ett tågbolag, "I once knew a chap who discharged a function". Journalisten Isaac Goldberg ansåg att "Thespis blickar mer framåt än den blickar bakåt: Den förebådar de karakteristiska metoderna, och emellanåt en karaktär, i de senare verken. Dialogen är komisk och en aning för svår för publiken på Gaiety 1871."
Goldberg skrev 1929 att librettot "verkar sakna specifika förfäder... varken i sina burlesker eller baletter... hade Gilbert lekt med den grekiska mytologins gudar och gudinnor." Men Gilbert skrev en rad humoristiska sketcher som parodierade den grekiska mytologin, främst då hjältarna i Iliaden, till den illustrerade tidskriften Fun 1864, och Pygmalion and Galatea, som han åstadkom precis före Thespis, var en mer seriös behandling av den grekiska mytologin. Jane W. Stedman pekar på att Thespis "har anor från fransk opéra bouffe", men är "definitivt ett Gilbertisk påfund i vilken inkräktare invaderar och påverkar ett samhälle, ofta till det värre." Hon jämför teatersällskapet i Thespis med politikerna som modellerar om sagolandet i Gilberts pjäs The Happy Land från 1873 och engelsmännen som reformerar önationen Utopia i Utopia, Limited (1893). Inslag av Thespis förekommer även i Gilbert och Sullivans sista operett tillsammans, The Grand Duke (1896), där ett teatersällskap ersätter härskaren och bestämmer sig för att "återuppliva Atens klassiska minnen till det bästa".

### Musiken
Sullivans musik prisades i allmänhet även om vissa kritiker anmärkte på - vilket de skulle fortsätta med hela hans liv - att komponera teatermusik var under hans värdighet. I Standard skrev A. E. T. Watson:
"Mr. John Hollingshead... har klokt nog bett Mr. W. S. Gilbert att förse honom med en genuin operett-extravaganza och anförtrott musiken till Mr. Arthur Sullivan. Ur föreningen av dessa två namn har de mest behagliga resultat under några veckor förväntats, vilket succén igår var ett bevis på... Mr. Gilbert har i 'Thespis' gladeligen försett kompositören med allt vad han önskat sig, bemästrande karaktärerna i denna operett-extravaganza, som utesluter ett genis högsta kraft av vad en musiker är kapabel till och sätter en gräns på hans talang.

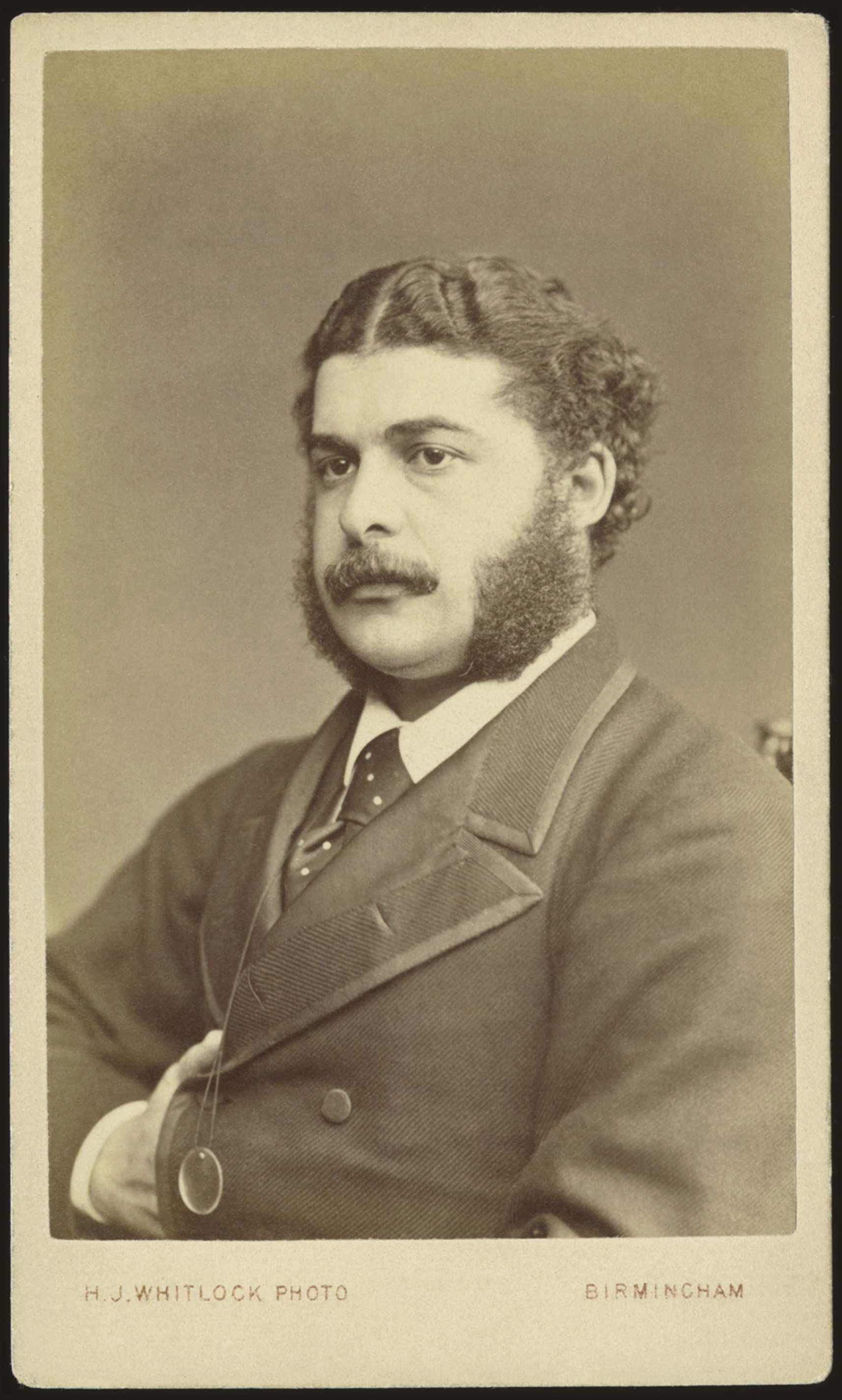
Arthur Sullivan cirka 1871

Clement Scott i The Daily Telegraph fann operetten "inte förstörd av ambitiös musik". Men han tillade: "Melodirik alltigenom, alltid vacker, konstant suggestiv, sångerna och danserna är helt i stil med författarens vision... Några av numren kommer överleva och intrycket av musiken som helhet är att den kommer stanna kvar länge."
Många kritiker hyllade originaliteten hos titelrollens sång i akt I om chefen för ett järnvägsbolag, vilket kan ha varit ett skämt om Hertigen av Sutherland, "som gillade att köra järnvägståg". Scott kallade sången en "löjeväckande ballad", men "helt i linje med andan hos 'Babs' välkända kompositioner och den har försetts med en livlig melodi och en skramlande kör, ett hjärtligt bifall var oundvikligt. Trots att biten var lång hade publiken gärna hört den igen." Pall Mall Gazette fann orkestreringen "mycket nyskapande, inklusive bruket av järnvägsklockor, en järnvägsvissla och några nya instrument som imiterade det nöjsamma ljudet av ett gående tåg." På samma sätt noterade The Sunday Times: "Hela ensemblen förenade sig med kören och den musik som imponerande uttryckte gnisslet och braket från ett lokomotiv i full fart." The Era kallade den för "en skrikande, visslande och ropande kör [som] nära nog satte teatern i extas".
Likheten med den franska förlagan var mycket kommenterad också. Den engelska tidskriften Vanity Fair trodde att "musiken i stycket är charmerande alltigenom och hotar för första gången Offenbach... Thespis är lika bra som Orphée aux Enfers." En annan skrev:
Mr. W. S. Gilbert och Mr. Arthur Sullivan har försökt, men utan större framgång, att imitera fransk komisk opera som vi har hört så mycket under de senaste halvdussin åren... I dessa dagar - när de franska kritikerna vildsint vänder sig mot oss och kallar oss för ficktjuvar - är det inte oangenämt att finna författare och musiker lika talangfulla som våra grannar... Mr. Sullivan har verkligen övertygat oss om en sak, att en musiker kan skriva på vilken meter som helst.
Morning Advertiser ansåg att "det är ett flagrant försök att kopiera verken av en utländsk kompositör som är så populär just nu, och som har skrivit charmerande musik för gudarna och gudinnorna en bouffes." Andra anklagade Sullivan för uppenbar kopiering. Tidskriften Athenaeum skrev att musiken "var arrangerad och komponerad av Mr. A. S. Sullivan (det första verbet var inte på affischen som det borde ha varit)". En kritiker tyckte att duetten mellan Sparkeion och Nicemis ("Here far away from all the world") var en "styckets bästa nummer". 1873 skrev arrangören Joseph Rummell (som hade arrangerat Sullivans Köpmannen i Venedig för piano) till Sullivan och frågade om sången med syfte att publicera den. Kompositören svarade: "Thespis är inte publicerad men om du vill så sänder jag dig noterna till duetten i fråga", men allt rann ut i sanden.

## Kvarvarande musik
Endast tre musiknummer från Thespis anses ha överlevt: balladen "Little maid of Arcadee", körnumret "Climbing over rocky mountain" och balettmusiken. Sullivanmusikens öde har länge varit föremål för spekulation. 1978 skrev Isaac Asimov en historia om en resa i tiden, "Fair Exchange?", som handlar om en karaktär som åker tillbaka till 1871 för att rädda musiken till Thespis innan Sullivan kunde förstöra den. Men Sullivan lär inte ha förstört musiken och åtminstone baletten användes så sent som 1897.

### Little maid of Arcadee
|  |
|  |

Sparkeions song i Akt II, "Little maid of Arcadee" var det enda av operettens musiknummer som publicerades vid tiden. Det var en av fyra som fick tas om på premiären. Daily Telegraph skrev: "Publikens favorit kommer utan tvekan att bli en ballad vid namn 'Cousin Robin'— patetiska och ömma ord, med en drömlik och något Gounodskt air. Så vackert sjöngs den av Mdlle. Clary att en repris var oundviklig." The Observer höll med om att sången "...kommer orsaka mycken glädje på grund av sin enkelhet och ordens ömhet, Mdlle. Clarys charmanta sång och Mr. Sullivans utsökta tonsättning... Detta är en musikalisk pärla".
Sångens popularitet höll i sig länge. Wyndham skriver: "Little maid of Arcadee" var "populär i ett kvarts sekel". Sullivans förste biografiförfattare antog att "Thespis bäst kommer att bli ihågkommen för den utsökta musiken i den enkla balladen". Flera senare kommentatorer skriver positivt om sången. Walbrook finner den vara "ett av Gilberts näpnaste stycken, full av cynism och slughet, framförd med sentimental ömhet." Goldberg säger att den är "läcker, enkel och helt i linje med Gilberts ord till vilka, som nästan alltid, Sullivans tonsättning tillför en rytmisk pikanthet." Fitz-Gerald anser den vara "ett bra exempel på Gilbert när han är som bäst" medan Dark och Gray kallat den "en typisk Gilbertsk kärlekssång värd att jämföras med det bästa han skrivit." Jacobs kritiserar den: "Som musik räknat är den lika trivial som det mesta Sullivan skrivit."
Den publicerade versionen skiljer sig ordmässigt på flera punkter från teaterversionen på grund av "kontrasten mellan teaterns suggestivitet och prydheten i hemmets vår". I den senare versionen sitter sångens lilla husa vid Kusin Robins knä och inte i det. Snarare än weary of his lover's play blev han fickle as the month of May. Och snarare än att Cousin Richard came to woo ändrades det till till another came to woo.

### Climbing over rocky mountain

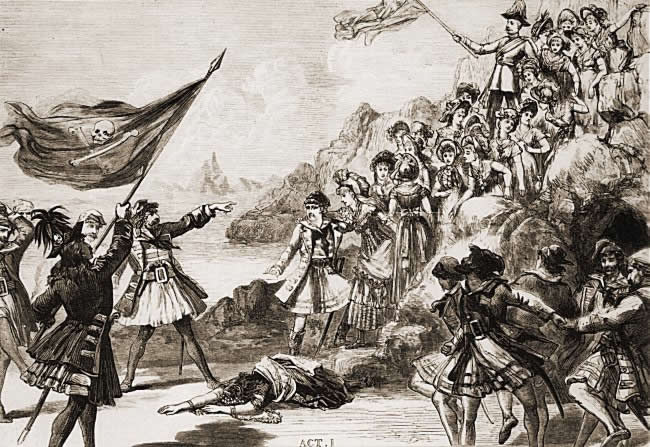
"Climbing over rocky mountain" återanvändes i Gilbert och Sullivans femte operett The Pirates of Penzance.

"Climbing over rocky mountain" är det mest välkända stycket från Thespis och 1879 fördes den över till en av Gilbert och Sullivans mest framgångsrika operetter: The Pirates of Penzance. 1902 berättade Gilbert för en korrespondent att detta hade skett av en händelse. Han och Sullivan hade anlänt till New York för att sätta upp den nya operetten, men Sullivan upptäckte då att han hade glömt kvar sina skisser i England. Turligt nog passade öppningskören från Thespis nästan exakt in i dess ställe så den fick permanent ersätta den.
Flera historiker har tvivlat på förklaringen. I Sullivans partitur till The Pirates of Penzance är första delen av "Climbing over rocky mountain" i själva verket taget från en kopists exemplar av Thespis med orden från den operetten strukna och ersatta av de nya orden. Det väcker frågan varför Sullivan hade ett partitur av Thespis med sig om inte för det syftet.
Några föreslår att annan musik från Thespis kan ha använts i Pirates. Goldberg föreslår att: "Det är rimligt att anta att Sullivan flitigt använde sig av musiken från Thespis i andra operetter: kanske med tanke på omständigheterna under vilka The Pirates of Penzance skrevs innehåller den mer än ett lån från parets förstlingsverk." Reginald Allen säger att "det verkar klarlagt" från dess "rytmiska struktur" att delar av finalen till akt I av Thespis, "Here's a pretty tale for future Iliads och Odysseys" blev till finalen till akt II av Pirates, "At length we are provided with unusual felicity", vilken senare ströks. Tillett och Spencer föreslår att det mesta av akt I av Pirates togs från Thespis. Det finns emellertid endast ett indicium för dessa förslag. Med undantag för "Climbing over rocky mountain" medgav varken Gilbert eller Sullivan att de skulle ha lånat från Thespis till sina senare operetter.

### Balett

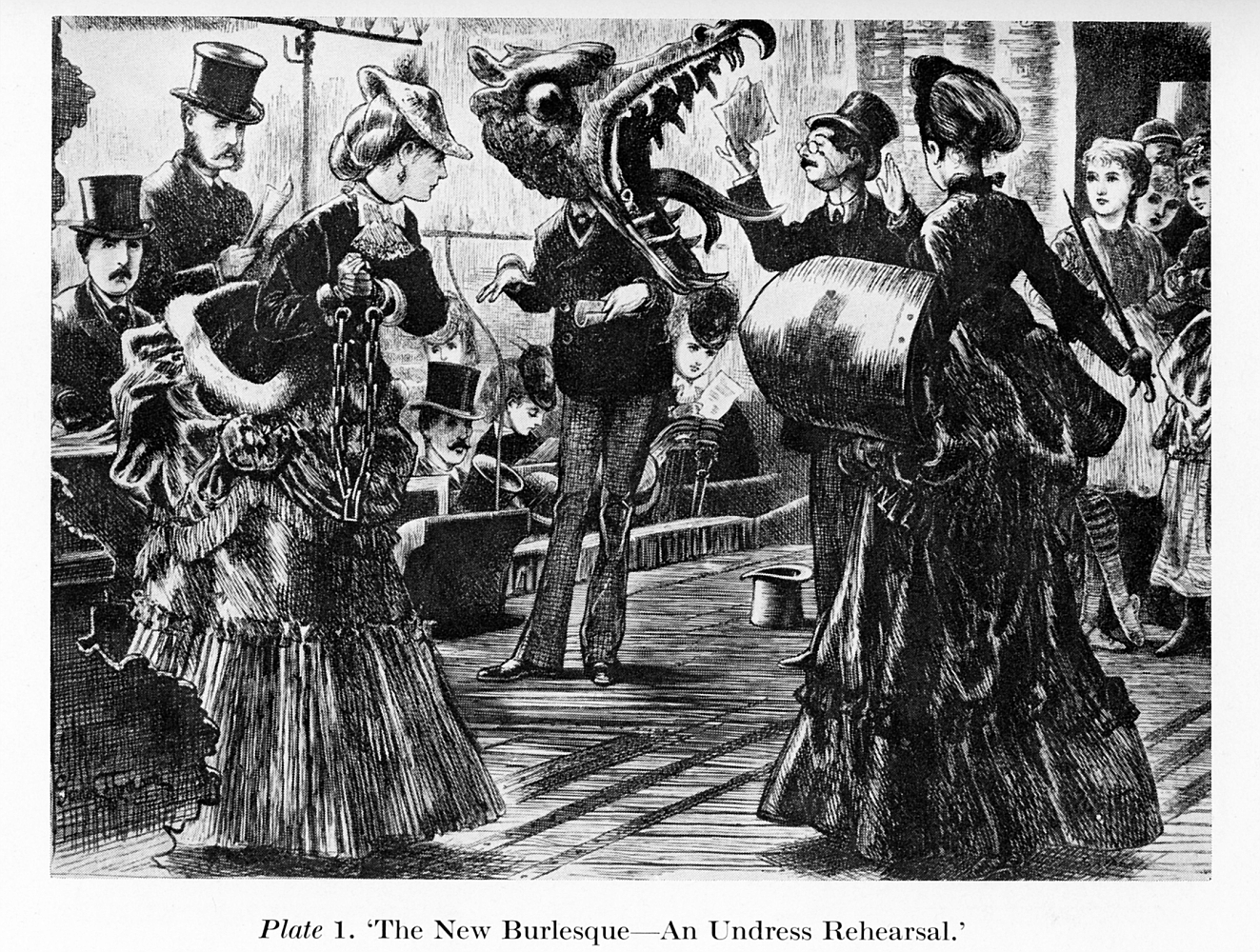
Teckning från The Graphic av en repetition, vilken användes av Spencer och Tillett för att identifiera balettens förlorade delar.

En balett i fem delar fanns någonstans i akt II iscensatt av W. H. Payne. Rubriken "Körer och balett" i librettot hänvisar den till finalens sista del men säger inte hur den passar in i handlingen. Några presskommentarer talar om den i finalen medan andra nämner den något tidigare i akten. Vid en del föreställningar utfördes baletten i akt II men den var definitivt i akt II vid premiären och den verkar slutligen ha stannat kvar där.
1990 fann Roderick Spencer och Selwyn Tillett baletten från akt II i Thespis. Två av de fem delarna, utförda av samma hand som kopierat musiken till "Climbing over rocky mountain", hittades tillsammans med återfunnet material till Sullivans balett L'Île Enchantée från 1864. En annan del blev funnen i materialet till hans balett Victoria and Merrie England från 1897. Sidnumreringen av de tre delarna visade ungefärlig speltid för de försvunna bitarna och en samtida teckning (till vänster), tillsammans med andra viktiga bevis, tillät en möjlig identifiering av de återstående två delarna: en drakkostym, använd någonstans i handlingen, är troligen från baletten, och en harpa synlig i orkesterdiket var ett ovanligt instrument i teaterns orkester. Satser av lämplig längd som gav mening åt dessa konstigheter återfanns i Sullivans andra baletter och den rekonstruerade baletten har spelats in två gånger på CD.
Sullivan tenderade att återanvända sin balettmusik. Av de fem satser som Tillett och Spencer identifierade har endast en (Waltz, No. 3) icke använts i andra verk. Tre av satserna hade tidigare använts i L'Île Enchantée. Två av dessa, samt ytterligare en, skulle senare användas i Victoria and Merrie England. En användes dessutom i Sullivans mellanaktsmusik till Macbeth. 1889 ombads Sullivan att förse en fransk uppsättning av Mikadon i Bryssel med en balett, vilket han gjorde. Tillett menar att baletten i Thespis var med största sannolikhet musiken som Sullivan använde med tanke på att det var den enda balettmusik som han skrev till en operett, och att det är osannolikt att han tre veckor efter att ha satt upp The Gondoliers skulle ha skrivit något helt nytt.

## Text

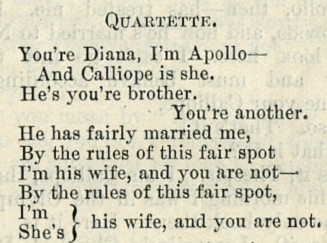
Inte ens librettoversionen som trycktes 1911 var utan tryckfel. Notera raden "He's you're brother".

Det kvarvarande librettot är inte det som publiken hörde vid premiären. Det existerar flertal diskrepanser mellan originallibrettot och vad som finns beskrivet om vad som pågick på scenen, och recensenter citerade ideligen dialog som inte återfinns i det publicerade librettot. Åtminstone en sång saknas och en karaktär, Venus, nämns i åtminstone fem recensioner som bastant, åldrad och kraftigt sminkad; hon förekommer inte i librettot men fanns med i premiärprogrammet. Scenanvisningarna i originalet är slarviga: karaktärer dyker upp utan att en entré har noterats eller dyker upp två gånger efter varandra utan att ha gått ut emellan. Sullivan berättade för sin moder att åtminstone en sång ströks efter premiären och det måste rimligen ha skett andra strykningar med tanke på premiärföreställningens långa speltid. Men texten förblev "praktiskt taget oförändrad" mellan december 1871 och mars 1872.
I ett brev till Percy Strzelecki den 23 april 1890 ursäktar sig Gilbert för librettots tillstånd. Han skrev: "Jag befann mig i USA då det publicerades & hade ingen möjlighet att korrigera felen. Detta är förklaringen till de otaliga typografiska och övriga felen". Men flera historiker pekar på att Gilbert måste ha menat en resa nästföljande år då det hösten 1871 "skulle ha varit omöjligt för Gilbert att fara fram och tillbaka från Amerika och samtidigt hinna med repetitionerna av Thespis." Till och med efter första tryckningen verkar det inte ha gjorts någon ansträngning att korrigera felen: Det trycktes fyra separata upplagor av librettot mellan december och mars men inga korrigeringar gjordes.
Gilberts sista översyn av librettot kom 1911 då den bifogades i fjärde volymen av hans Original Plays. Men Gilbert avled innan han kunde korrigera felen till upplagan och man använde 1871 års version med korrigering av några stavfel endast.

## Musiknummer
Musik som man vet har överlevt visas i fetstil; en balett överlevde också, men dess placering bland musiknumren är osäker. Recensioner av operetten ger ledtrådar till ytterligare tre nummer, men då deras namn och exakta placering är okända återfinns de inte i listan.
Akt I

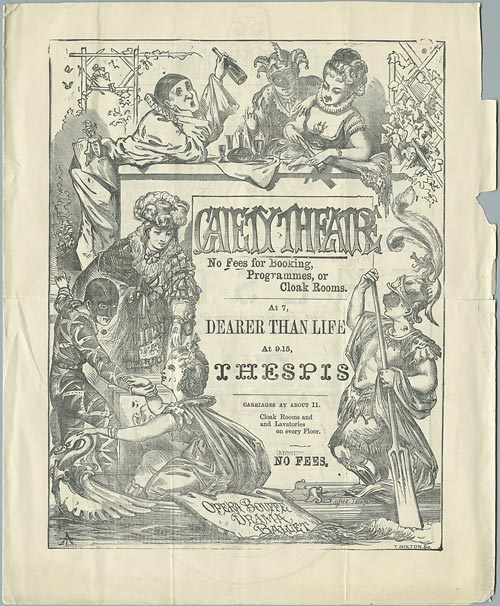
Programblad januari 1872

- "Throughout the night, the constellations" (Kvinnokör, med solo)
- "Oh, I'm the celestial drudge" (Mercury)
- "Oh incident unprecedented" (Mercury, Mars, Apollo, Diana och Jupiter)
- "Here far away from all the world" (Sparkeion och Nicemis)
- "Climbing over rocky mountain" (Kör med solon)
- Picnic Waltz[113]
- "I once knew a chap who discharged a function" (Thespis)
- Akt I Final: "So that's arranged – you take my place, my boy" (Ensemble)

Akt II
- "Of all symposia" (Sillimon och kör)
- "Little maid of Arcadee" (Sparkeion)
- "Olympus is now in a terrible muddle" (Mercury)
- "You're Diana. I'm Apollo" (Sparkeion, Daphne, Nicemis och Thespis)
- "Oh rage and fury, Oh shame and sorrow" (Jupiter, Apollo och Mars)
- Akt II Final:  "We can't stand this" (Ensemble)

## Inspelningar
Då mestadels av musiken till Thespis har gått förlorad finns det ingen komplett inspelning av operetten. Baletten, såsom den har rekonstruerats av Spencer och Tillett, har givits ut två gånger på CD:
- Andrew Penny, dirigent (1992). "Thespis". På Sir Arthur Sullivan – Ballet Music (CD). Marco Polo 8.223460.
- John Pryce-Jones, dirigent  (1991). "Thespis – Ballet in Act 2". På Iolanthe (CD). That's Entertainment Records CDTER2 1188.

En inspelning av Rees/Morton-versionen av Thespis gavs ut på LP, vilken även innehöll originalets "Little maid of Arcadee" och "Climbing over rocky mountain": Spencer, Roderick, dirigent (1972). Thespis, or The Gods Grown Old. Fulham Light Operatic Society. Rare Recorded Editions SRRE 132/3.
"Little maid of Arcadee" har inkluderats i två Sullivan-antologier:
- Adams, Donald, sångare (1971, LP). Donald Adams Sings Sullivan and Gilbert, Brookledge Classics SM-GS-1.
- Benton, Jeffrey, sångare (1992, cassette). If Doughty Deeds, Symposium 1124.